# Het gezicht van Louis Couperus
Het gezicht van Louis Couperus is een essay van Bas Heijne gewijd aan de schrijver Louis Couperus dat verscheen in 1996 bij L.J. Veen.

## Geschiedenis
Op 8 februari 1996 werd de voltooiing van de 50-delige serie Volledige Werken van de Nederlandse schrijver Louis Couperus (1863-1923) feestelijk afgesloten. De complete serie, waarvan de eerste twee delen in 1987 verschenen, werd overhandigd aan prins Willem Alexander nadat Bas Heijne een rede had uitgesproken met de titel Het gezicht van Louis Couperus. Deze rede was op verzoek van de uitgever geschreven. Het "gezicht" van Couperus had betrekking op het korte filmpje dat van Couperus bestaat en dat was opgenomen op 9 juni 1923 bij de viering van de 60e verjaardag van de schrijver. Heijne meent in de rede dat dit voor hem de eerste keer is dat hij het werkelijke gezicht van Couperus heeft gezien. Aan de andere kant geeft Heijne aan dat de complexe en veelzijdige schrijver en persoon van Couperus wel nooit zijn volledige 'gezicht' zal laten kennen.

## Uitgave
De rede werd in verkorte vorm op 9 februari 1996 voorgepubliceerd in NRC-Handelsblad. De in Amsterdam en Antwerpen gevestigde uitgeverij L.J. Veen gaf daarna de uitgesproken rede van Heijne uit in een klein, 30 pagina's tellend boekje waarvan de vormgeving in handen was van Brigitte Slangen. In 2002 werd het boek in de ramsj aangeboden.